# Iris (anatomie)
Irisul reprezintă partea anterioară a tunicii vasculare (tunica medie, coroida) a globului ocular. Este o structură circulară, așezată anterior de cristalin și perforată central de orificiul pupilar. Irisul conține pigmenți care dau culoarea ochilor (albaștri, căprui, verzi etc.).

## Dimensiuni
Irisul are un diamentru de 12–13 mm. Grosimea este variabilă: porțiunea cea mai groasă (colareta) măsoară 3,3 mm și se află în apropierea orificiului pupilar, iar porțiunea cea mai subțire, de 0,5 mm, se află în apropierea marginii ciliare.

## Raporturi
Irisul limitează posterior camera anterioară care conține umoarea apoasă. Posterior, irisul vine în raport cu camera posterioară și cu cristalinul.

## Elemente anatomice
Irisul prezintă două margini (pupilară și ciliară) și două fețe (anterioară și posterioară). Marginea pupilară sau circumferința mică delimitează orificiul pupilar. Acesta are rolul de a regla cantitatea de raze luminoase care pătrund în ochi. El se micșorează sub influența luminii puternice – mioză și se mărește când lumina este slabă – midriază. Când pupila este mediu dilatată măsoară 3–4 mm diametru. Marginea ciliară sau circumferința mare a irisului răspunde corpului ciliar și joncțiunii sclerocorneene. Irisul este menținut în poziție prin trei elemente: continuitatea țesutului său conjunctiv cu cel al mușchiului ciliar, vasele care pătrund în iris și prelungirile ligamentului pectinat.
Fața anterioară, convexă, limitează posterior camera anterioară și are culoare variabilă. Este împărțită de colareta (o creastă circulară) în două zone: zona pupilară (centrală) și zona ciliară (periferică). Pe suprafața zonei pupilare se observă trabecule groase și ramificate, orientate radiar, care separă depresiuni numite criptele Fuchs. Acestea sunt defecte ale straturilor anterioare ale stromei. Zona ciliară este străbătută de creste radiare ridicate de vase sanguine și poate fi subîmpărțită în trei zone concentrice: o arie internă (netedă), o arie intermediară (brăzdată de șanțuri) și o arie externă (vizibilă doar gonioscopic).
Fața posterioară, ușor concavă, are o culoare brun-neagră. Ea răspunde prin porțiunea centrală cristalinului, iar prin cea periferică proceselor ciliare. Fața posterioară a irisului nu este netedă, ci prezintă o serie de plici iridiene cu direcție radiară sau circulară.

### Mușchii irisului

Animație care ilustrează reflexul pupilar fotomotor

Extinderea irisului este reglată prin contracția a doi mușchi cu acțiune antagonistă: sfincterul pupilei și dilatatorul pupilei. Mușchiul sfincter al pupilei este format din fibre musculare netede dispuse circular în jurul orificiului pupilar sub forma unui inel de 0,8–1,1 mm grosime și aderă puternic de stroma iridiană. Contracția lui micșorează dimensiunile pupilei. Este inervat de neuroni având originea în nucleul Edinger–Westphal al nervului oculomotor din mezencefal. Mușchiul dilatator al pupilei este dispus radiar de la marginea ciliară la marginea pupilară a irisului. Fibrele iau punct fix pe marginea ciliară și prin contracția lor apropie marginea pupilară de marginea ciliară și dilată astfel orificiul pupilar. Este inervat de neuroni din ganglionul cervical superior.

## Structură histologică
Dinspre anterior spre posterior, irisul prezintă cinci straturi: stratul anterior marginal, stroma iridiană, stratul mușchiului dilatator al pupilei, stratul epitelial pigmentar anterior și stratul epitelial pigmentar posterior.
Stratul anterior marginal conține o rețea de melanocite și fibroblaste și în apropierea marginii pupilare fuzionează cu epiteliul pigmentar.
Stroma iridiană reprezintă elementul structural principal al irisului. Ea este formată dintr-o rețea de fibre colagenice în ochiurile căreia se află fibroblaste, melanocite, mastocite, macrofage, limfocite și substanță fundamentală. Fibrele de colagen se condensează în jurul vaselor și nervilor stromali. La nivelul stromei, în vecinătatea marginii pupilare, se află mușchiul sfincter al pupilei, o bandă musculară de cca. 1 mm grosime. Celulele musculare, organizate în fascicule separate de septuri, sunt fusiforme și orientate paralel cu marginea pupilei. Stroma este dispusă între două straturi limitante: anterior și posterior, care reprezintă condensări ale stromei.
Stratul mușchiului dilatator al pupilei are o grosime de 4 și este format din celule musculare dispuse radiar. Ele trimit prelungiri anterioare spre mușchiul sfincter al pupilei de care este separat printr-un strat de țesut conjunctiv.
Stratul epitelial pigmentar anterior prezintă o suprafață bazală în raport cu stratul precedent și o suprafață apicală care aderă prin joncțiuni strânse și desmozomi de suprafața apicală a epiteliului posterior. Stratul epitelial pigmentar posterior este alcătuit din celule pigmentate piramidale.

## Vascularizație

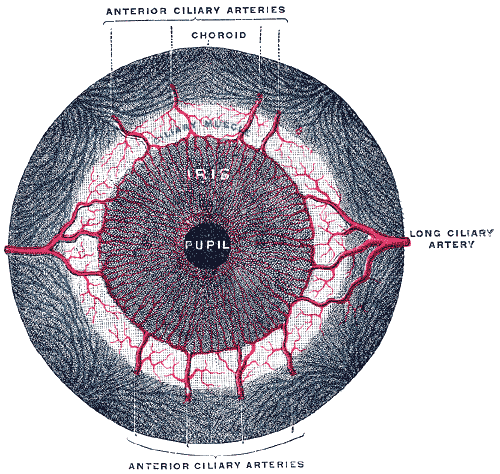
Vascularizația irisului

Vascularizația irisului este foarte bogată. Vasele au dispoziție radiară și se anastomozează între ele formând două cercuri arteriale ale irisului: mare și mic. Cercul arterial mare al irisului este format din:
- arterele ciliare lungi posterioare (în număr de 2–3), care după ce au străbătut supracoroida se divid în două ramuri terminale la nivelul corpului ciliar;
- arterele ciliare anterioare sunt ramuri ale arterelor musculare. Perforează sclera la nivelul inserției musculare și se anastomozează cu ramurile arterelor ciliare lungi posterioare. Astfel, se formează un inel arterial – cercul arterial mare al irisului. De la nivelul lui iau naștere trei tipuri de ramuri: ramuri ciliare (destinate corpului ciliar), ramuri iridiene și ramuri coroidiene (care se îndreaptă spre ora serrata).

Cercul arterial mic al irisului este format din ramurile iridiene cu originea în cercul arterial mare. Ele se îndreaptă radiar și la nivelul marginii pupilare se divid fiecare în două ramuri. Prin anastomoza acestora în jurul pupilei se formează cercul arterial mic. Existența cercului arterial mic în jurul pupilei este controversată.

## Inervație
Nervii ciliari scurți proveniți din ganglionul ciliar străbat sclera în jurul nervului optic, emit ramuri care formează un plex coroidian din care în partea anterioară se individualizează plexul ciliar și plexul iridian stromal. Acesta conține fibre senzitive ale nervului trigemen și fibre vegetative. Calea simpatică este formată din doi neuroni. Protoneuronul căii se află în nucleul ciliospinal Budge situat în măduva cervicală C8–T1. Fibrele simpatice preganglionare fac sinapsă în ganglionul cervical superior cu cel de-al doilea neuron al căii. Acesta trimite fibre simpatice postganglionare care ajung la mușchiul dilatator al pupilei. Calea parasimpatică are protoneuronul căii în nucleul accesor al oculomotorului (Edinger–Westphal) și fibrele preganglionare fac sinapsă cu deutoneuronul căii în ganglionul ciliar din orbită. De aici fibrele postganglionare ajung pe calea nervilor ciliari scurți la mușchiul sfincter al pupilei.